# Долежал, Зденек
Зденек Долежал (чеш. Zdeněk Doležal; род. 1 сентября 1931 года, Прага, Чехословакия) — фигурист из Чехословакии, выступавший в  парном разряде. В паре с Верой Суханковой он — двукратный чемпион Европы 1957 и 1958, серебряный призёр чемпионата мира 1958 и трёхкратный чемпион Чехословакии 1956 — 1958.

## Результаты выступлений
| Соревнования            | 1955 | 1956 | 1957 | 1958 |
| ----------------------- | ---- | ---- | ---- | ---- |
| Олимпийские игры        |      | 8    |      |      |
| Чемпионаты мира         | 6    |      |      | 2    |
| Чемпионаты Европы       | 2    | 5    | 1    | 1    |
| Чемпионаты Чехословакии |      | 1    | 1    | 1    |